# Свињица (Кошице-околина)
Свињица (слч. Svinica) насељено је мјесто са административним статусом сеоске општине (слч. obec) у округу Кошице-околина, у Кошичком крају, Словачка Република.

## Становништво
| Година:    | 1994. | 2004.    | 2014.   | 2024.    |
| ---------- | ----- | -------- | ------- | -------- |
| Број људи: | 657   | 824      | 853     | 1010     |
| Разлика:   |       | +25,41 % | +3,51 % | +18,40 % |

| Година:    | 2023. | 2024.   |
| ---------- | ----- | ------- |
| Број људи: | 1008  | 1010    |
| Разлика:   |       | +0,19 % |

Према подацима о броју становника из 2011. године насеље је имало 839 становника.